# 奥兰普·德古热
奥兰普·德古热（法語：Olympe de Gouges，1748年5月7日—1793年11月3日），也译为奥林普·德·古日，原名玛丽·古兹（Marie Gouze），法国女权主义者、剧作家、政治活动家，其有关女权主义和废奴主义的作品拥有大量受众。
出生於法國西南部，德·古日在1780年代於巴黎開始她多產的劇作家生涯。她是人權的熱情倡導者，也是法國最早公開反對奴隸制的聲音之一。她的劇本和小冊子涵蓋了各種議題，包括離婚與婚姻、兒童權利、失業和社會保障。除了劇作家和政治活動家身份，她在法國大革命之前也曾是名不見經傳的女演員。德·古日歡迎法國大革命的爆發，作为民主的拥护者，德古热一直寻求法国女性与男性的权利平等。但當平等權利未能延伸至女性時，她很快便感到失望。1791年，為了回應1789年《人類與公民權利宣言》，德·古日發表了《女性与女性公民权宣言》，其中她挑戰男性權威的做法，並提倡女性的平等權利。
她是法國革命期間少數為婦女爭取權利的人士，革命期間她也出版了許多社會問題論述和若干劇本。
在法国大革命恐怖统治中，德古热因攻击马克西米利安·罗伯斯庇尔政权且与吉伦特派关系密切而被送上断头台。

### 出生與父母背景
她於1748年5月7日出生於法國西南部的蒙托邦，當時屬於克爾西（Quercy），現為塔恩－加龍省的一部分。她的母親，安妮·奧林普·穆伊塞特·古日（Anne Olympe Mouisset Gouze），來自一個中產階級家庭。關於她父親的身份存在爭議。她的父親可能是她母親的丈夫皮埃爾·古日（Pierre Gouze），也有可能是讓-雅各·勒弗朗，蓬皮尼昂侯爵（Jean-Jacques Lefranc, Marquis de Pompignan）的私生女。她曾助長傳聞，稱蓬皮涅侯爵是她的父親，這一關係被認為是有可能的，但「歷史上無法證實」。18世紀的其他傳聞也曾提出她的父親可能是路易十五，但這一說法並不被認為具有可信度。